# 欢乐百世
北京歡樂百世科技有限公司，通稱歡樂百世（Joyland），是一家位於中華人民共和國北京市的軟件公司。該公司成立於2009年，主要业务为自主研发、代理国外游戏、运营游戏平台等。

## 历史
该公司创立于2009年。
2017年，該公司將四款遊戲投稿到Steam青睞之光上，並獲得通過 。
在与索尼签约成为PlayStation 4、PlayStation Vita开发商后，它在2018年成为任天堂Switch开发商。

## 产品
該公司已推出《英雄傳說 零之軌跡》、《英雄傳說 碧之軌跡》、《伊蘇7》以及《伊蘇 塞爾塞塔的樹海》的中文PC版。